# Bernardelli P-018
Le Bernardelli P-018 est un pistolet semi-automatique fabriqué par Bernardelli à destination du marché militaire et de la police. Il a été produit pour la première fois en 1982.
Il est le plus souvent chambré en 9 mm Parabellum, bien qu'il a aussi été produit en 7.65 mm et en 9 mm Largo.

## Les différentes versions
Peu après la création du Bernaldelli P-018, des demandes pour une version plus dissimulable menèrent vers le développement du Bernaldelli P-018 Compact. Ce dernier, est mécaniquement le même, mais en plus petit. (Le canon mesure 102 mm, il a une longueur total de 198 mm, pèse 950 grammes et a une capacité de 14 coups.)
Il y a eu aussi le Bernardelli P-020. Lui a été conçu plus pour le tir sportif et est chambré en 7.65 mm Parabellum. Il est globalement semblable au P-018, mais avec de meilleurs finitions et un organe de visée micro-ajustable.